# Algorisme de Borwein
L'algorisme de Borwein és un algorisme desenvolupat per Jonathan i Peter Borwein que permet el càlcul d'1/π.
Es procedeix de la forma següent:
Es comença amb els valors
{\displaystyle a_{0}=6-4{\sqrt {2}}}
{\displaystyle y_{0}={\sqrt {2}}-1}
Després s'itera amb les fórmules següents:
{\displaystyle y_{k+1}={\frac {1-(1-y_{k}^{4})^{1/4}}{1+(1-y_{k}^{4})^{1/4}}}}
{\displaystyle a_{k+1}=a_{k}(1+y_{k+1})^{4}-2^{2k+3}y_{k+1}(1+y_{k+1}+y_{k+1}^{2})}
k posseeix una convergència quártica 1/π; és a dir, en cada iteració es multiplica per quatre, aproximadament, el nombre de dígits correcte.
El grau de convergència s'obté de la següent desigualtat:
{\displaystyle \left|{\frac {1}{\pi }}-a_{n}\right|<=16\;(4^{n})(e^{-2\pi 4^{n}})}